# Рубер, Игнац фон
Барон Игнац фон Рубер (нем. Ignaz von Ruber; 8 апреля 1845, Брно – 7 ноября 1933, Вена) — австрийский политический и государственный деятель, министр юстиции (1897—1899), доктор права.

## Биография
Учился в Терезианской академии в Вене. В 1868 году оокончил Венский университет, в 1870 году получил звание доктора права Грацского университета. С 1868 года работал в судебной системе, был судьей в Брно, с 1887 года – в Генеральной прокуратуре в Вене. С 1891 года — в Кассационном суде, в 1896 году стал начальником отдела Министерства юстиции Австро-Венгрии.
Политическую карьеру начал при П. Гауче фон Франкентурне.
С 30 ноября 1897 по 2 октября 1899 года работал министром юстиции Австро-Венгрии. Сменил на посту министра графа Иоганн Глейспаха.
На этом посту столкнулся с критикой, когда в 1898 году Верховный суд подтвердил действие так называемой Чешской хартии 1848 года, которой австрийское правительство провозгласило равные права обоих национальных языков в Богемии. Он также вынес спорное решение о гонорарах адвокатов.
Уйдя в отставку, занял пост председателя Сената Верховного суда и кассационной палаты, первым президентом которого был с 1907 по 1918 год. В 1902 году был назначен пожизненным членом Палаты господ рейхсрата Австро-Венгрии. 
Автор исследования, в которых рассматривал правовую историю Моравии. В 1909 году ему был присвоен титул барона.